# アルティーノ
アルティーノ（イタリア語: Altino）は、イタリア共和国アブルッツォ州キエーティ県にある、人口約3,100人の基礎自治体（コムーネ）。

## 地理

### 位置・広がり

#### 隣接コムーネ
隣接するコムーネは以下の通り。
- アルキ
- アテッサ
- カーゾリ
- ペラーノ
- ロッカスカレーニャ
- サンテウザーニオ・デル・サングロ

## 行政

### 分離集落
アルティーノには、以下の分離集落（フラツィオーネ）がある。
- Briccioli, Colli, Fonte, Luzio, Mandrella, Rio Secco, Sant'Angelo, Scosse, Selva